# NGC 3363
NGC 3363 este o radiogalaxie situată în constelația Leul. A fost descoperită în 22 martie 1882 de către Édouard Stephan⁠(d). Se află la o distanță de 84,41 de megaparseci de Pământ.